# اسکندر ترالی

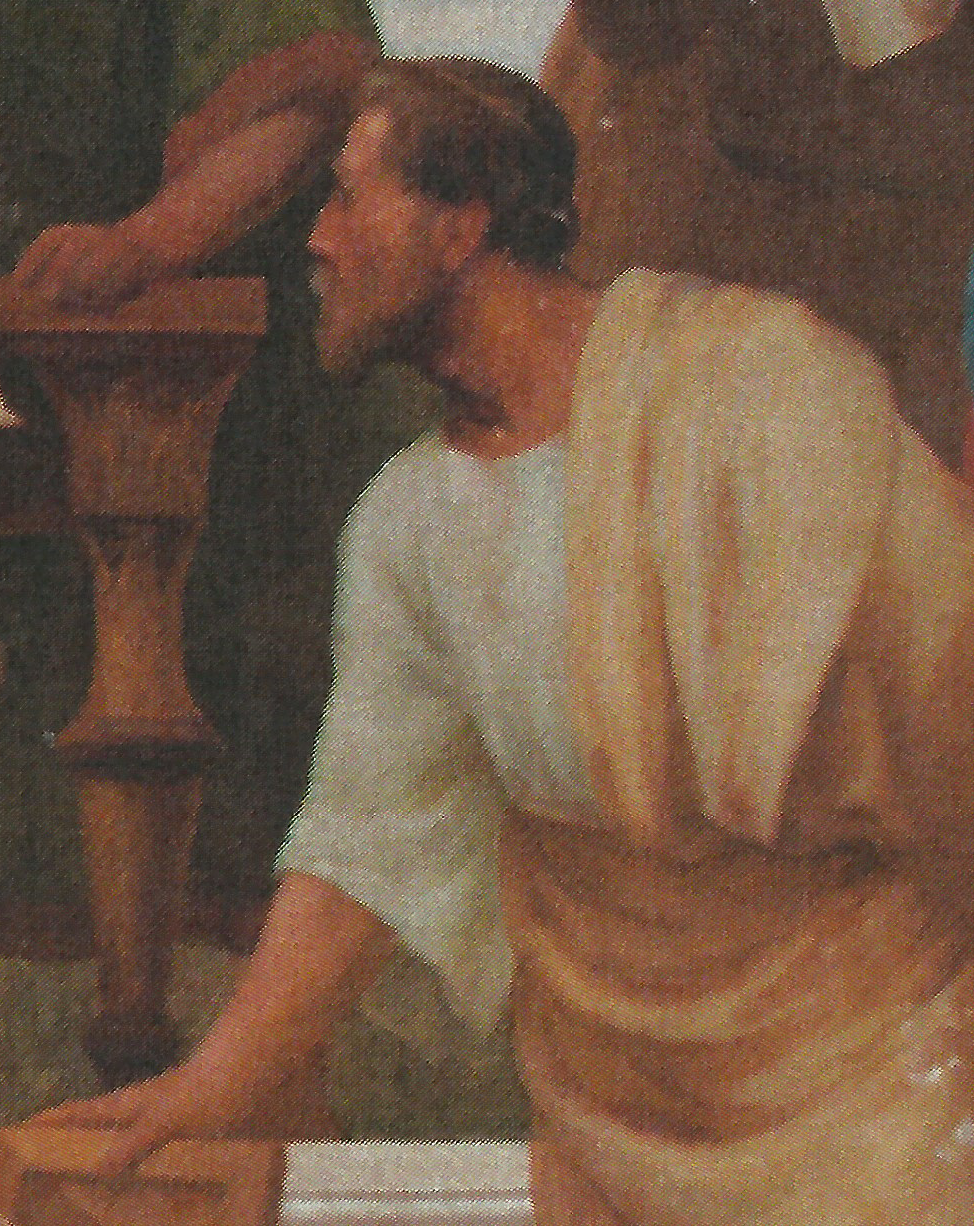
اسکندر ترالی، ۱۹۰۶, اثر ولوزو سالقادو (مدرسه پزشکی نوا، لیسبون)

اسکندر ترالی (زاده ۵۲۵ - در گذشته ۶۰۵ م) طبیب یونانی بیزانسی که در منابع عربی با نام‌های طرالینوس و اسکندروس طبیب آمده‌است.
زندگی او در سفر بین مشرق و مغرب بود و اواخر عمرش را در روم گذراند.

## آثار
ابن ندیم آثارش را چنین آورده‌است:
- «علل العین وعلاجاتها»
- کتاب «البرسام»
- کتاب «الصفار والحیات والدیدان آلتی تتولد فی البطن»